# SN 2010lk
SN 2010lk – supernowa typu Ia odkryta 3 grudnia 2010 roku w galaktyce A091514+0122. W momencie odkrycia miała maksymalną jasność 17,40m.